# 299
Năm 299 là một năm trong lịch Julius. 